# Олег Работа
Олег Работа (12 червня 1990) — казахський плавець.
Учасник Олімпійських Ігор 2008 року.